# Троицкий сельсовет (Клинский район, упразднён в 1975)
Троицкий сельсовет — упразднённая административно-территориальная единица, существовавшая на территории Московской губернии и Московской области до 1975 года.
Троицкий с/с был образован в первые годы советской власти. По данным 1923 года он входил в состав Троицкой волости Клинского уезда Московской губернии.
В 1926 году Троицкий с/с включал село Троицкое, деревни Лазарево, Марфино, Надеждино и Радованье.
В 1929 году Троицкий с/с был отнесён к Клинскому району Московского округа Московской области.
9 мая 1952 года из Мисирёвского с/с в Троицкий было передано селение Марфино.
20 августа 1960 года из Троицкого с/с в Кузнечковский были переданы селения Иевлево, Караваево, Кононово, Малеевка, Марфино, Подоистрово и Ситники.
1 февраля 1963 года Клинский район был упразднён и Троицкий с/с был передан в Солнечногорский сельский район. 11 января 1965 года Троицкий с/с был возвращён в восстановленный Клинский район.
10 марта 1975 года Троицкий с/с был упразднён, а его территория была передана в Малеевский с/с.